# George Odlum Stadium
George Odlum National Stadium – wielofunkcyjny stadion w Vieux Fort na Saint Lucia. Mieści 9000 osób. Swoje mecze rozgrywa na nim reprezentacja Saint Lucia w piłce nożnej oraz drużyna piłkarska Vieux-Fort Sud FC. Posiada nawierzchnię trawiastą oraz bieżnię lekkoatletyczną. Stadion Narodowy jest jednym z kilku projektów, wynegocjowanym przez ówczesnego Ministra Spraw Zagranicznych i Handlu Międzynarodowego, George Odluma, który we wrześniu 2000 podpisał kontrakt z Chinami na budowę Stadionu Narodowego. W 2007 jego imieniem został nazwany stadion.